# ナノ (ミュージシャン)
ナノ (nano) は、日本の女性歌手。所属レーベルは日本コロムビア。所属事務所はホリプロ。アメリカニューヨーク州ニューヨーク出身のバイリンガルシンガーであり、7月12日生まれ。身長158cm、シューズサイズ24.5cm。

## 概要
出生はアメリカで日本人の両親を持つ。学生の頃から合唱団に入ったり、ピアノやバイオリンを習ったりしていた。家ではエンヤやThe Beatlesといった洋楽がよく流れていたが、日本のアニメ『鋼の錬金術師』をきっかけで、日本でのアニメソング歌手を目的に邦楽も聴くようになる。日本で音楽をやりたい一心で家族と共に来日。来日してからは、オーディションを受けたり、ギターや作詞・作曲を習得したりした。その後はYouTubeやニコニコ動画で音楽活動を続けていたが、2010年12月29日にVOCALOID楽曲である「モザイクロール」を英訳して歌った「歌ってみた」動画を投稿。その後は同様の動画で徐々に人気を伸ばしていった。
2012年3月14日、VOCALOID楽曲のカバーを中心とした1stアルバム『nanoir』(ナノワール)でメジャーデビュー。デビュー後はテレビアニメやゲーム作品とのタイアップを中心に活動しているが、ロックバンドMY FIRST STORYとのコラボレーションや映画や舞台とのタイアップも行われている。
以前はプロフィールはほとんど公開されておらず、非公表の活動が続いた。メディアには素顔を出さないようにしていたが、2016年12月2日の8thシングル発表を機に表に出すようになった。

## 略歴
- 2012年
  - 3月9日：ニコニコ動画にて「ナノ 公式チャンネル」開設。同時に生放送も行われた[5]。
  - 3月14日：アルバム『nanoir』でメジャーデビュー。オリコンチャートで12位を獲得。同時に、スマホ向け目覚ましアプリ『おはようナノ』が発売（現在は販売終了）[6]。
  - 5月22日：オフィシャルサークル「ナノ友」開設[7]。
- 2013年
  - 2月16日：初の実写PV『neophobia』が公開される[8]。
  - 2月17日：2ndアルバム『N』リリース。オリコンチャートで8位を獲得。
  - 3月16日：初ワンマンライブ「Remember your color.」を新木場STUDIO COUSTにて開催。総勢2500人分のチケットは即日完売した[9]。
  - 5月18日：初の海外ライブとしてドイツのデュッセルドルフで行われたジャパニーズカルチャーコンベンション「DoKomi」に出演する[10]。
  - 6月5日：初ライブCD『Remember your color.』リリース。
  - 8月：ライブツアー「Color my world.」を東京、大阪の2カ所で開催。全公演にMY FIRST STORYのボーカルHiroが参加した[11]。
  - 10月30日：3rdシングル『SAVIOR OF SONG』リリース。MY FIRST STORYとの共同制作となった。また、日本で初めてPVの撮影にイージス艦が用いられた[12]。
  - 11月5日：オフィシャルサイトにて「ナノ友プレミアム」のサービス開始[13]。
  - 12月1日：イベント「『蒼き鋼のアルペジオ-アルス・ノヴァ-』LIVE “Blue Field”」に出演。この後体調を崩し、急性膵炎で約1カ月間入院する[14]。
- 2014年
  - 1月6日：活動を再開。[15]。
  - 6月14日：MY FIRST STORYとの初の対バンライブ「HIGHEST LIFE PARTY VOL.4 & UNITED WE ROCK ON.」を日比谷野外音楽堂にて開催[16]。
  - 12月28日：NHK「シャーロックホームズ」の特別番組にてインタビューで出演[13]。
- 2015年
  - 1月28日：3rdアルバム『Rock on.』リリース。オリコンチャートで6位を獲得。リードトラック『Rock on.』のPV撮影は軍艦島で行われた[17]。
  - 3月‐4月：初ライブハウスツアーを北海道、福岡、大阪、愛知、東京の5カ所にわたって開催。
  - 4月12日：海外での初ワンマンライブ「Rock on Taiwan.」を台湾で開催[18]。
  - 5月22日：DoKomiの前夜祭として、ワンマンライブ「Rock on Germany.」をドイツのデュッセルドルフで開催[19]。
  - 12月19日：よこすか芸術劇場で行われたイベント「『蒼き鋼のアルペジオ-アルス・ノヴァ-』“Blue Field〜Finale〜”」にシークレットゲストで出演。
- 2016年
  - 7月13日：初のRemixアルバム『nano's REMIXES』リリース。
  - 11月2日：2017年はデビューして5年の節目を迎えるということで、5周年企画がスタートする。まずは第1弾で7thシングル『DREAMCATCHER』リリース。
- 2017年
  - 2月1日：5周年企画の第2弾で8thシングル『MY LIBERATION/PARAISO』を発売。同時にメディア上に初めて自身の素顔を見せるようになり、これ以降は素顔を出しての活動が多くなる。
  - 3月4日：舞浜アンフィシアターで行われた「『魔法少女育成計画』キャラクターソングLIVE "Musica Magica"」にシークレットゲストで出演。
  - 3月14日：ニコニコ生放送とLINE LIVEで「ナノ デビュー5周年記念特番」を配信。5年間の活動を振り返ったほか、バンド編成によるミニライブも行われた[20]。
  - 5月31日：5周年企画の第3弾で4thアルバム『The Crossing』リリース。
  - 8月-9月：5周年企画の第4弾で「ナノ 5th Anniversary Tour "The Crossing"」を開催予定。日本の五大都市に加え、香港、台湾も回る世界規模のツアーとなる。
- 2018年
  - 5月6日:5周年企画の第5弾として、フルオーケストラとのコラボレーションコンサートを開催。
  - 6月1日:オフィシャルファンクラブの名称を「ナノ友プレミアム」から「Circle of Stars」へ変更[21]。
- 2019年
  - 8月15日:2_weiとの対バンライブ開催[22]。
  - 8月21日:国内外で全楽曲のストリーミング配信を解禁[23]。
  - 11月30日:SHIN主催の対バンライブ「SKULL HEADS SPEAKING vol.7」に出演[24]。
- 2020年　
  - 1月4-5日:＿＿(アンダーバー)活動10周年記念の音楽劇「ダバランティス」にキャストとして出演。前回2012年発売の「フツーバム」への参加以来、約8年越しのコラボとなった[25]。劇中やCD中では歌唱のみならず、演技にも初挑戦した。
  - 3月18日:新曲も盛り込んだ初のベストアルバム『I』リリース。
  - 5月-6月：ライブツアーを予定していたが、COVID19の影響を受けて全公演中止となった。代わりに、ツアーファイナルの予定となっていた6月28日に、アコースティック形式での無料配信ライブを実施[26]。
- 2021年
  - アーティストNANOのNANOxING（ナノクロッシング）チャンネル

## ディスコグラフィ

### CDシングル
※RIAJ認定は全てダウンロードによるもの
|          | 発売日         | タイトル                | 規格品番   | 規格品番   | 規格品番   | 最高位   | RIAJ 認定 |
| ナノver. | 発売日         | タイトル                | アニメver. | その他     |            | 最高位   | RIAJ 認定 |
| -------- | -------------- | ----------------------- | ---------- | ---------- | ---------- | -------- | --------- |
| 1st      | 2012年5月23日  | Now or Never            | VTCL-35131 |            |            | 25位     |           |
| 2nd      | 2012年10月10日 | No pain, No game        | VTCL-35139 | VTCL-35140 | 11位       | ゴールド |           |
| 3rd      | 2013年10月30日 | SAVIOR OF SONG          | VTCL-35165 | VTCL-35166 | VTCL-35167 | ゴールド | 10位      |
| 4th      | 2014年2月19日  | Born to be              | VTCL-35177 | VTCL-35178 |            | 19位     |           |
| 5th      | 2014年7月23日  | INFINITY≠ZERO／SABLE    | VTCL-35189 | VTCL-35188 | 31位       |          |           |
| 6th      | 2015年10月28日 | Bull's Eye              | VTCL-35215 | VTCL-35216 | 29位       |          |           |
| 7th      | 2016年11月2日  | DREAMCATCHER            | VTCL-35244 | VTCL-35245 | 45位       |          |           |
| 8th      | 2017年2月1日   | MY LIBERATION/PARAISO   | VTCL-35250 | VTCL-35251 | 33位       |          |           |
| 9th      | 2018年8月22日  | ウツシヨノユメ          | VTCL-35286 | VTCL-35287 | 73位       |          |           |
| 10th     | 2018年11月21日 | Star light, Star bright | VTCL-35291 | VTCL-35292 | 77位       |          |           |
| 11th     | 2019年2月6日   | KEMURIKUSA              | VTCL-35297 |            | 49位       |          |           |

### 配信限定シングル
|      | 発売日        | タイトル     | 規格品番   |
| ---- | ------------- | ------------ | ---------- |
| 1st  | 2022年5月27日 | Happiness    |            |
| 2nd  | 2022年10月5日 | CATASTROPHE  | COKM-43997 |
| 3rd  | 2023年1月14日 | Evolution    |            |
| 4th  | 2024年1月12日 | Oblivion     |            |
| 5th  | 2024年3月14日 | Lost In Gray |            |
| 6th  | 2024年4月13日 | Do or Die    |            |
| 先行 | 2024年6月18日 | Devil In Me  |            |

### アルバム
|        | 発売日        | タイトル             | 規格品番                                | 規格品番   | 最高位 |
| 限定盤 | 発売日        | タイトル             | 通常盤                                  |            | 最高位 |
| ------ | ------------- | -------------------- | --------------------------------------- | ---------- | ------ |
| 1st    | 2012年3月14日 | nanoir               |                                         | VICL-63843 | 12位   |
| 2nd    | 2013年2月27日 | N                    | VTZL-57（NA ver.） VTZL-58（NO ver.）   | VTCL-60332 | 8位    |
| Live   | 2013年6月5日  | Remember your color. | VTZL-63                                 |            | 24位   |
| 3rd    | 2015年1月28日 | Rock On.             | VTZL-93（NA ver.） VTZL-94（NO ver.）   | VTCL-60388 | 6位    |
| Remix  | 2016年7月13日 | nano's REMIXES       |                                         | VTCL-60433 | 50位   |
| 4th    | 2017年5月31日 | The Crossing         | VTZL-125（NA ver.） VTZL-126（NO ver.） | VTCL-60449 | 20位   |
| ベスト | 2020年3月18日 | I                    |                                         | VTCL-60519 | 58位   |
| 5th    | 2021年4月14日 | ANTHESIS             | NANO-0001                               | 74位       |        |
| 6th    | 2023年2月8日  | NOIXE                | COCX-41945                              | 93位       |        |
| EP     | 2025年7月2日  | aИomaly              |                                         |            |        |

### タイアップ曲
| 曲名                     | タイアップ                                                                              |
| ------------------------ | --------------------------------------------------------------------------------------- |
| Now or Never             | テレビアニメ『ファイ・ブレイン 神のパズル』第2シリーズオープニングテーマ                |
| Destiny 〜12回目の奇跡〜 | PSPゲーム『CONCEPTION 俺の子供を産んでくれ!』主題歌                                     |
| No pain, No game         | テレビアニメ『BTOOOM!』オープニングテーマ                                               |
| エグジスト               | テレビアニメ『BTOOOM!』第12話オープニングテーマ                                         |
| Silence                  | YouTube Den of Horror ホラーの巣窟『Exercise Dead-死のエクササイズ-』オープニングテーマ |
| Nevereverland            | ライトノベルオリジナルBlu-rayアニメーション『アークIX』主題歌                           |
| SAVIOR OF SONG           | テレビアニメ『蒼き鋼のアルペジオ -アルス・ノヴァ-』オープニングテーマ                   |
| Silver Sky               | テレビアニメ『蒼き鋼のアルペジオ -アルス・ノヴァ-』挿入歌                               |
| Our Story                | テレビアニメ『蒼き鋼のアルペジオ -アルス・ノヴァ-』第12話エンディングテーマ             |
| Born to be               | テレビアニメ『魔法戦争』エンディングテーマ                                              |
| Happy Ending Simulator   | アーケードゲーム『ガンスリンガー ストラトス2』テーマソング                              |
| Scarlet Story            | NHK総合テレビジョン人形劇『シャーロック ホームズ』オープニングテーマ                    |
| INFINITY≠ZERO            | 映画『幕末高校生』主題歌                                                                |
| SABLE                    | テレビアニメ『M3〜ソノ黒キ鋼〜』エンディングテーマ                                      |
| PARALYZE:D               | PS Vitaゲーム『RE:VICE[D]』主題歌                                                       |
| Rock on.                 | アニメ映画『劇場版 蒼き鋼のアルペジオ -アルス・ノヴァ- DC』主題歌                       |
| Freedom Is Yours         | F-Secureセキュリティソフト『Freedome』テーマソング                                      |
| Mirror, Mirror           | PS Vitaゲーム『BAD APPLE WARS』オープニングテーマ                                       |
| Bull's Eye               | テレビアニメ『緋弾のアリアAA』オープニングテーマ                                        |
| Last Refrain             | アニメ映画『劇場版 蒼き鋼のアルペジオ -アルス・ノヴァ- Cadenza』挿入歌                  |
| DARE DEVIL               | スマホゲーム『放課後ガールズトライブ』主題歌                                            |
| bittersweet              | comico『カカオ79％』イメージソング                                                      |
| DREAMCATCHER             | テレビアニメ『魔法少女育成計画』エンディングテーマ                                      |
| PARAISO                  | アニメ『チェインクロニクル 〜ヘクセイタスの閃〜』イベント上映版エンディングテーマ       |
| MY LIBERATION            | アニメ『チェインクロニクル 〜ヘクセイタスの閃〜』テレビ版オープニングテーマ             |
| HAVEN                    | スマホゲーム『チェインクロニクル3』主題歌                                               |
| Gloria                   | 舞台「大正浪漫探偵譚-六つのマリア像-」主題歌                                            |
| ウツシヨノユメ           | テレビアニメ『かくりよの宿飯』オープニングテーマ                                        |
| Star light, Star bright  | テレビアニメ『CONCEPTION』オープニングテーマ                                            |
| Artificial Hero          | スマホアプリ『DArk Rebellion』主題歌                                                    |
| KEMURIKUSA               | テレビアニメ『ケムリクサ』オープニングテーマ                                            |
| CATASTROPHE              | テレビアニメ『ヒューマンバグ大学 -不死学部不幸学科-』オープニングテーマ                 |
| Evolution                | テレビアニメ『真・進化の実〜知らないうちに勝ち組人生〜』オープニングテーマ              |
| Do or Die                | テレビアニメ『シャドウバースF アーク編』オープニングテーマ                              |
| Devil In Me              | パチンコ『Pデビルマン THE FINAL』搭載楽曲                                               |
| WAKE ME UP               | パチンコ『Pデビルマン THE FINAL』搭載楽曲                                               |
| 夢桜                     | パチンコ『 e花の慶次 裂 一刀両断』搭載楽曲                                              |

### 参加作品
| 発売日         | 曲名                                    | 収録された作品                                                                     |
| -------------- | --------------------------------------- | ---------------------------------------------------------------------------------- |
| 2011年6月29日  | 西へ行く (feat. nano)                   | buzzG「祭囃子」                                                                    |
| 2011年11月9日  | Black Maria feat.nano・Φ串Φ・UZURA/祭屋 | 祭屋「-祭屋01-」                                                                   |
| 2012年3月7日   | 5150 -ナノver-                          | ダルビッシュP「5150」                                                              |
| 2012年7月18日  | スキキライ                              | ＿＿(アンダーバー)「フツーバム 〜フツーダムに歌ってみた〜」                        |
| 2012年12月19日 | Together As One                         | SOUND HOLIC「ROCKMAN HOLIC 〜the 25th Anniversary〜」                              |
| 2014年3月12日  | モノフォニックカード                    | 甲田雅人「「魔法戦争」オリジナルサウンドトラック」                                 |
| 2014年3月12日  | 死闘                                    | 甲田雅人「「魔法戦争」オリジナルサウンドトラック」                                 |
| 2014年3月12日  | NEW WORLD 〜Soundtrack ver.〜           | 甲田雅人「「魔法戦争」オリジナルサウンドトラック」                                 |
| 2015年2月16日  | Scarlet Story 〜Orchestra Version〜     | 人形劇『シャーロック ホームズ』「シャーロックホームズ オリジナルサウンドトラック」 |
| 2019年12月11日 | in your Rock                            | ＿＿(アンダーバー)「ダバランティス」                                               |
| 2019年12月11日 | 自由なる者達                            | ＿＿(アンダーバー)「ダバランティス」                                               |
| 2020年11月25日 | 吹雪                                    | KanColle Memorial Compilation                                                      |
| 2022年7月27日  | TRUTH〜A Great Detective of Love〜      | TWO-MIX Tribute Album "Crysta-Rhythm"                                              |
| 2023年4月5日   | INFERNO                                 | 特撮ドラマ『王様戦隊キングオージャー』「王様戦隊キングオージャー 主題歌CD」        |

## ラジオ配信
- Ustreamラジオ「ナノラジ！」 隔週土曜日 20:00-21:00 (2013年1月-3月)[28]
- Ustreamラジオ「ナノラジ！S」 隔週火曜日 21:00-22:00 (2013年4月-2014年4月)[29]
- InterFM897「The Crossing」 毎週木曜日 24:00-24:30 (2017年4月-12月)[30]
- ツイキャス「nano now!」 第二日曜日 12:00-13:00 (2018年3月-)[31][32]
- FM FUJI 「ナノのRadio MEETIA」毎週土曜日 19:30-20:00 (2020年2月)[33]